# Каракка

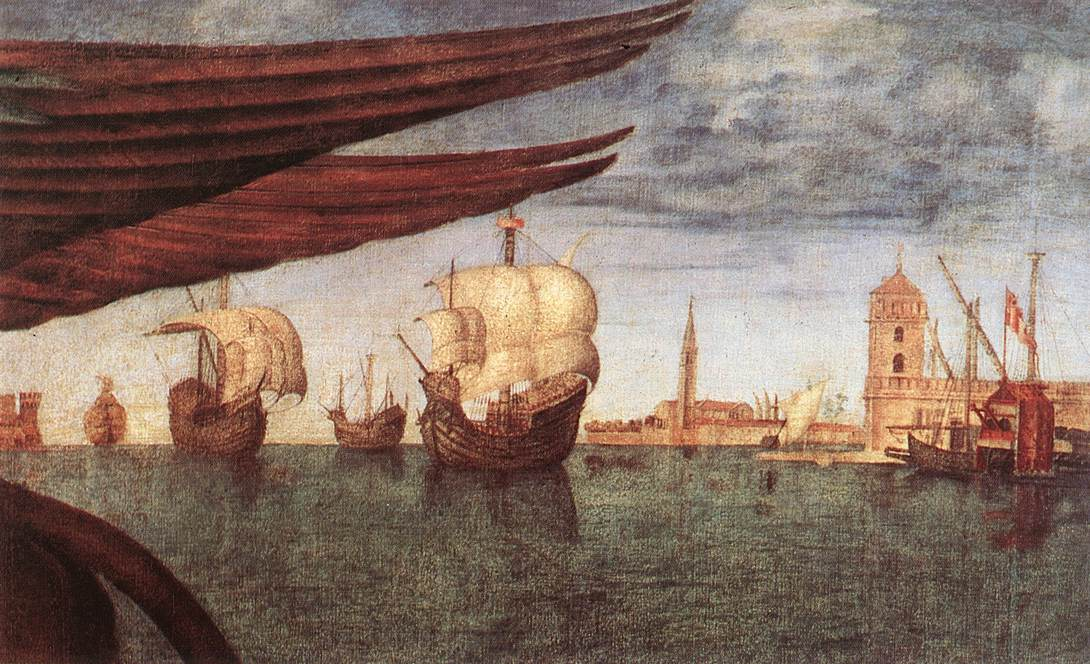
Каракки на картине Витторе Карпаччо, современника эпохи, 1516

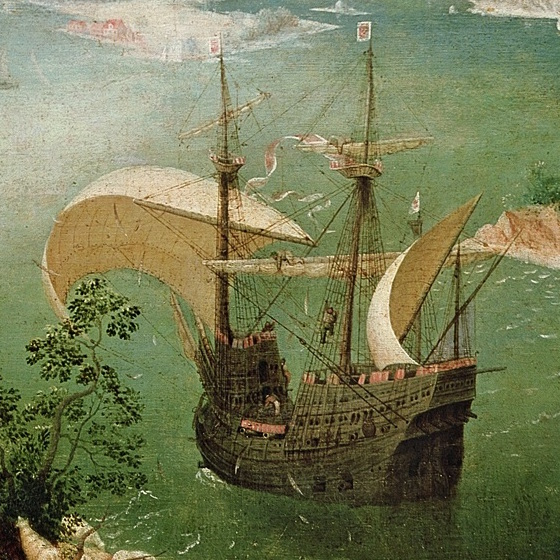
Каракка. Фрагмент картины Питера Брейгеля Старшего «Падение Икара». 1558 г.

Кара́кка (итал. Caracca, исп. Carraca) — большое парусное судно XV—XVI веков, распространённое во всей Европе. Отличалось исключительно хорошей по тем временам мореходностью, с чем связано активное использование каракк для плаваний в океанах в эпоху Великих географических открытий.
Использовались и как торговые, и как военные корабли.

## Этимология

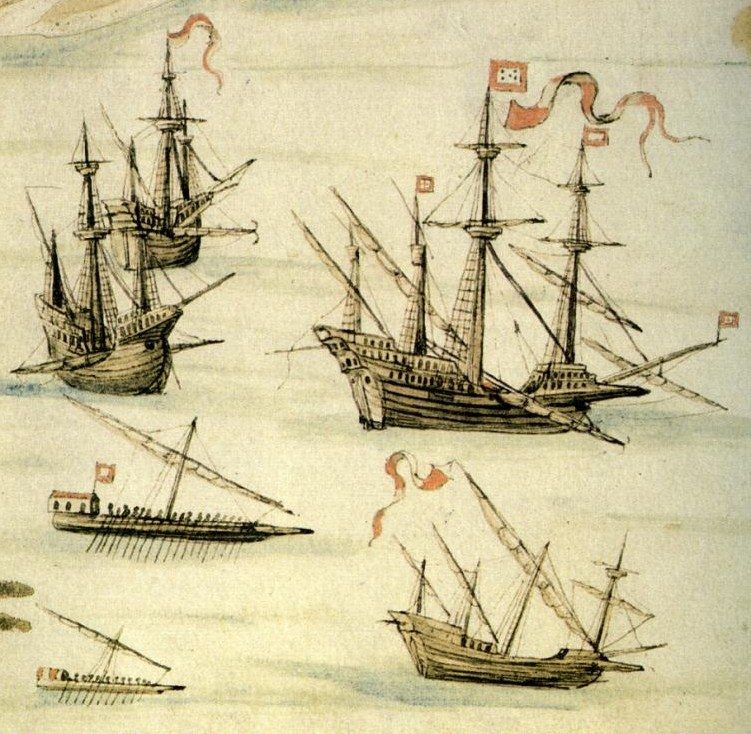
Жуан ди Каштру. Португальские каракки, галеон, каравелла-редонда и галеры во время экспедиции в Египет в 1540 г.

Название корабля имеет испанское происхождение: возможно от арабского qaraqir, множественной формы слова qurqur — торговое судно, или от латинского carricare — грузить, загружать, или греческого karkouros — лодка, башня.
Менее правдоподобна версия происхождения слова от древнекельтского «куррах», или «курука» (валл. «коракл») — названия лодки из бычьих кож, использовавшейся ирландцами и валлийцами в эпоху раннего средневековья.
В Португалии в то время каракки обычно называли просто «нау» (порт. nau). В Испании «carraca» или «нао», во Франции «caraque» или «неф».
«Нау», «нао» или «неф» означает просто «корабль» и этот термин мог относиться как к каракке, так и к каравелле, или к относительно большому судну другой конструкции. В Венеции аналогом каракки была барза.

## История

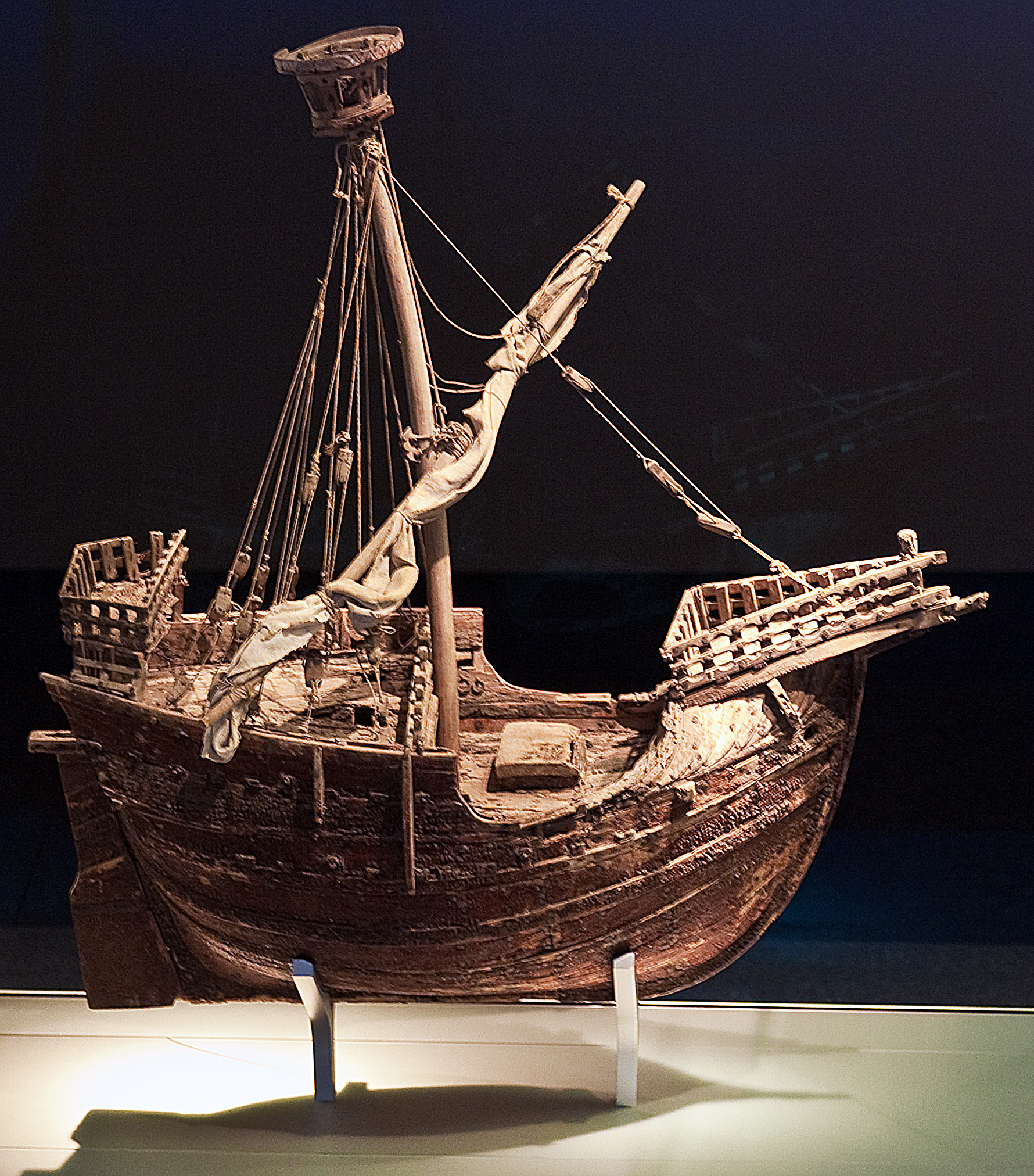
Судно из Матаро, средневековая модель судна, которое иногда причисляют к караккам, около 1450 г.

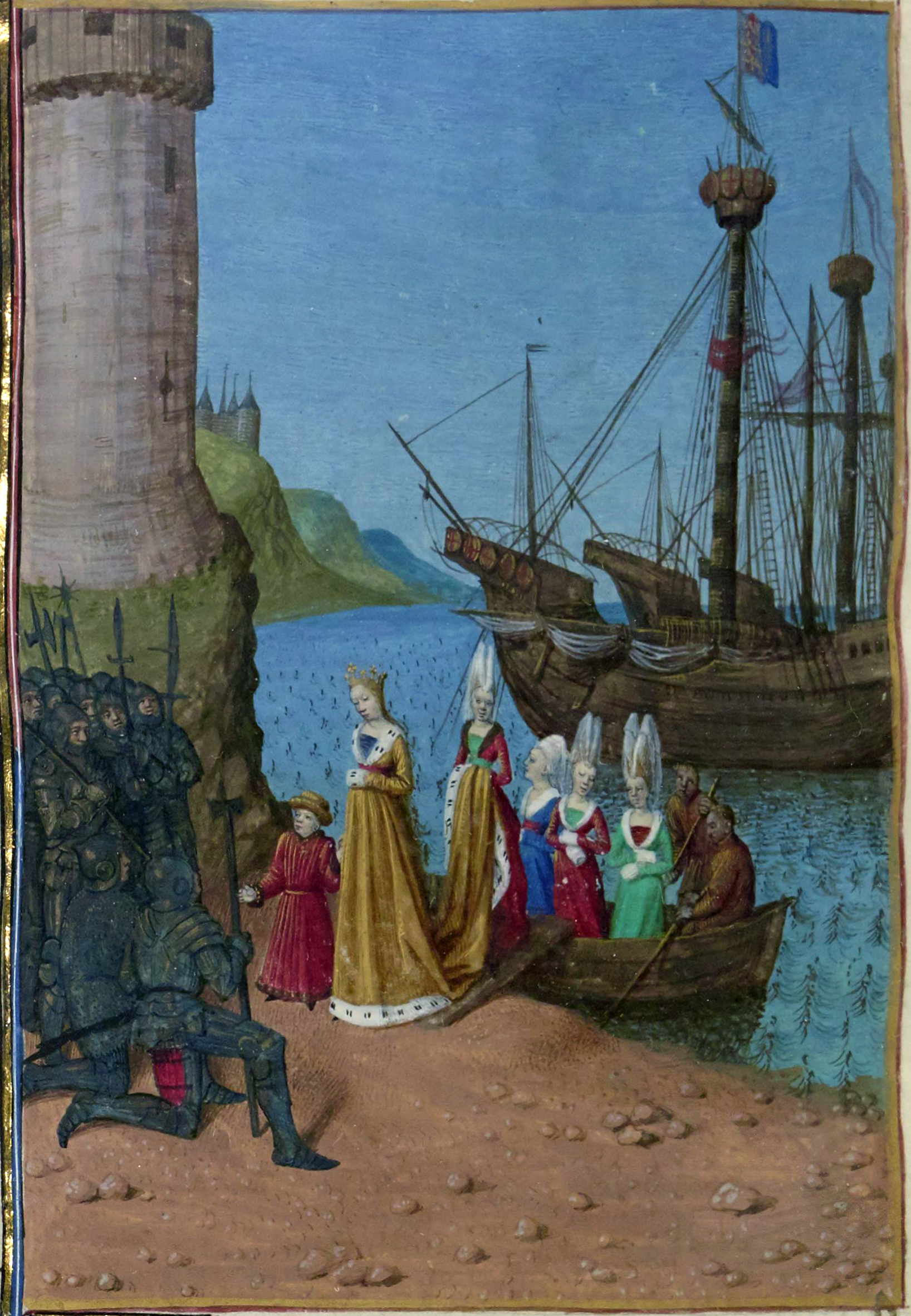
Возвращение Изабеллы королевы Англии во Францию. Миниатюра «Больших французских хроник» работы Жана Фуке. 1455—1460 гг.

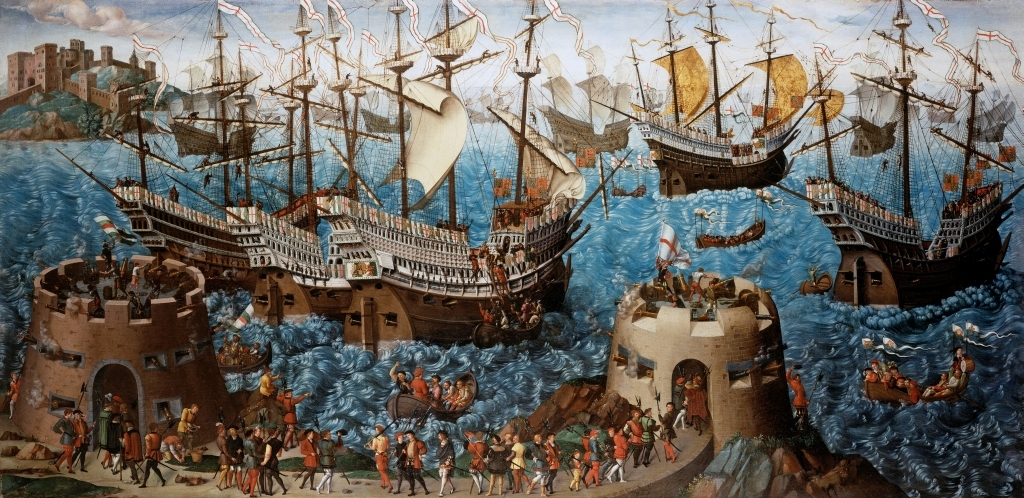
Отправление Генриха VIII из Дувра для встречи с Франциском I на «Поле золотой парчи» (1520). 1540 г.

Каракки впервые появились в XIV веке в Португалии и предназначались для океанских плаваний в Атлантическом океане. Позже распространились в Испании, Венеции, а затем в Англии, Франции и Турции.
В XV—XVI веках каракка была крупнейшим парусным судном Европы.
За этот период были построены сотни каракк. Ниже упомянуты корабли, наиболее интересные с точки зрения конструкции и технологий.
Н. П. Боголюбов об упоминаниях каракк в XIV веке пишет следующее:

«Дон Педро в своей хронике говорит, что „семь кастильских галер, крейсировавших около Майорки (1359 год), захватили венецианскую каракку и привезли её в Картахену; что она была трёхпалубная“ и следовательно была высокая. Другой случай пленения каракки рассказывается в хронике Педро-Нино 1401 года. Дальнейших сведений о каракках XIV не имеется»
В 1418 году по заказу короля Англии Генриха V было спущено на воду крупнейшее судно тех времён, каракка «Грейс Дью». Длина его была 60 метров, ширина — 15, водоизмещение по разным оценкам — от 1400 до 2750 тонн, экипаж 250 человек.
Обшивка была сделана внакрой (кромка на кромку), в результате чего корабль оказался неудачным — его корпусу недоставало жёсткости. Англичане тогда ещё не использовали сравнительно новую технологию обшивки вгладь, хотя она уже давно была известна на Средиземноморье.
В XV веке ещё не было корабельной артиллерии, суда не имели пушечных портов вдоль борта. Поэтому вооружение этого большого корабля составляли только 3 пушки.
«Грейс Дью» не пришлось принять участие в походах и сражениях. Свой век оно завершило в 1439 году, сгорев от удара молнии. В 2004 году были проведены археологические исследования останков этой каракки.
В 1462 году первый раз упоминается построенная во Франции каракка водоизмещением 800 тонн «Пьер из Ла-Рошели» (фр. Pierre de la Rochelle), позже более известна под названием «Петер из Данцига» (нем. Peter von Danzig), — первое крупное судно на Балтийском море, обшивка которого сделана по технологии вгладь.
Предположительно в 1500 году на каракке «Ле Шарант», построенной для короля Людовика XII, французский судостроитель Дешарж впервые применил пушечные порты.
В 1501 году для похода на принадлежавший туркам остров Митилену супруга Людовика XII герцогиня Анна Бретонская снарядила за свой счёт военный флот, во главе которого поставила принадлежавшую ей крупную каракку «Кордельера».
В 1511 году в Англии спущена на воду боевая каракка «Мэри Роуз» — длиной по ватерлинии 38,5 метров и водоизмещением 500 тонн.
В 1512 году в Шотландии спущена на воду каракка «Михаил» (также известная как «Великий Михаил») — длиной 73,2 метра и водоизмещением 1000 тонн, которая стала крупнейшим кораблём своего времени.
В ответ на это англичане в 1514 году спустили на воду ещё одну большую каракку — «Генри Грейс а'Дью» (фр. Henry Grace à Dieu — «Генрих милостью Божьей»), также известную как «Большой Гарри» (англ. Great Harry) — длиной 50 метров и водоизмещением 1000 тонн. Её вооружение составляли 43 пушки и 141 лёгкое поворотное орудие наподобие ручной кулеврины.
Английские каракки XVI века из «свитка Энтони» — первого реестра английского флота 1540-х годов:
| «Понси» (англ. «Pauncy») | «Мэри Роуз» (англ. «Mary Rose») | «Питер Памагрэнит» (англ. «Peter Pomegranate») | «Генри Грейс э’Дью» (фр. «Henry Grace à Dieu») |

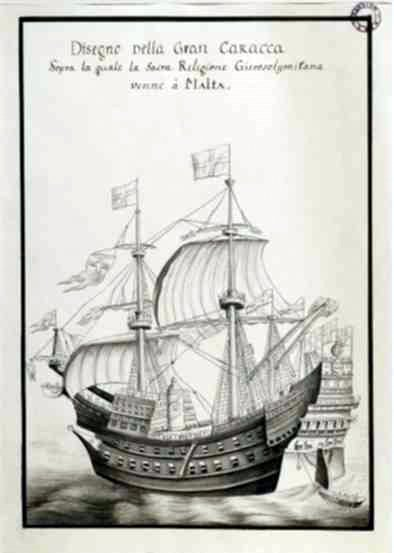
Каракка «Святая Анна» на французской гравюре XVIII в.

В 1522 году в Ницце была спущена на воду каракка «Святая Анна», строившаяся для флота Ордена госпитальеров. Вся подводная часть корпуса корабля и два из шести поясов выше ватерлинии были обшиты листами свинца. Одни историки считают, что «Святая Анна», таким образом, была первым броненосцем, другие полагают, что это было сделано в целях повышения водонепроницаемости корабля.
На «Святой Анне» была кузница с тремя оружейными мастерами, печи и ветряная мельница для выпечки на борту хлеба, а также кают-компания. Также на корабле был сад из цветов. Помимо моряков, «Святая Анна» могла вместить 500 человек десанта.
В XVI веке, как эволюция каракки, появился галеон (впервые упоминается в 1535 году), который постепенно вытеснил этот тип корабля.
Однако замещение каракк новым типом судов было постепенным. Так, каракки, наряду с галеонами, входили в состав испанской Непобедимой армады в 1588 году. А португальские каракки ходили в Ост-Индию ещё в начале XVII века (португальская каракка «Санта Катарина» была захвачена голландской эскадрой в 1603 году).

## Конструкция

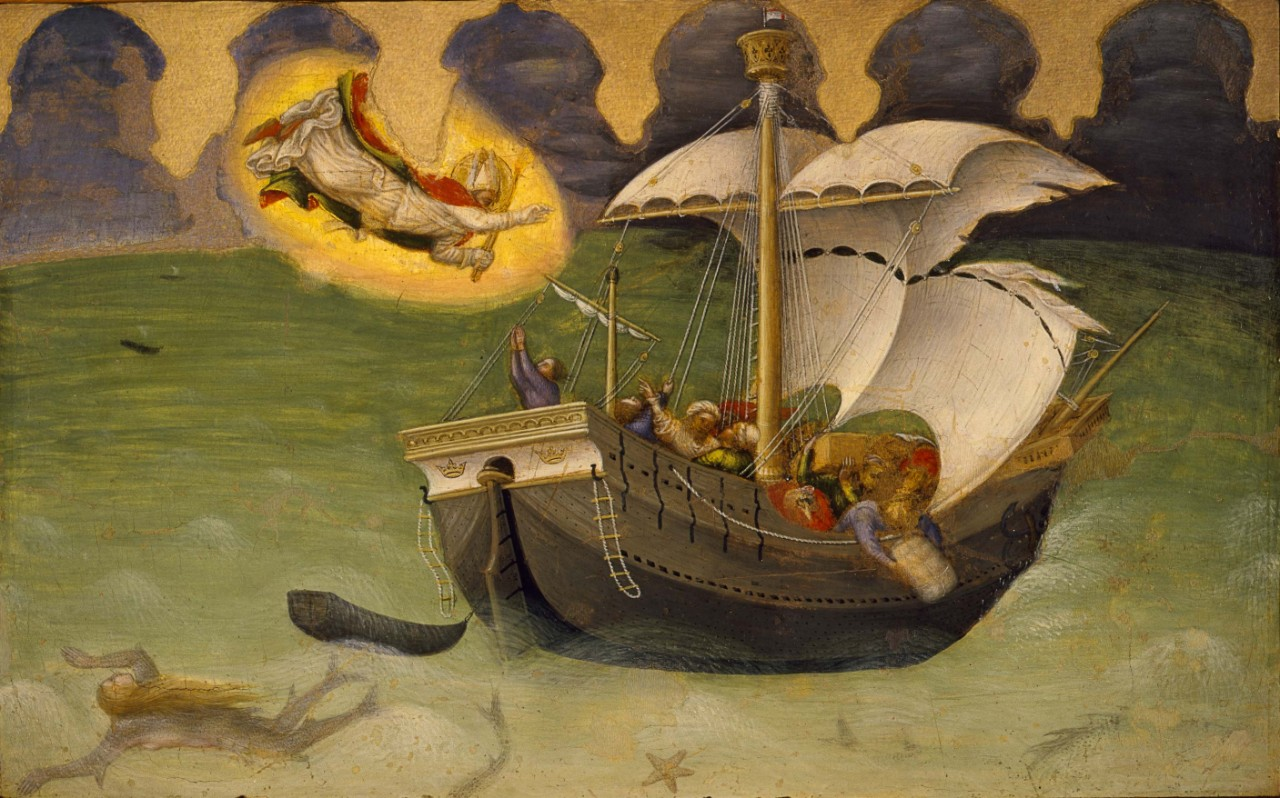
Изображение судна, предшественника каракк, на картине Джентиле да Фабриано «Спасение моряков Николаем Чудотворцем», 1425 г.

Кроме текстов из документов той эпохи, источником информации о внешнем виде и конструкции каракк являются немногочисленные изображения на картинах современников, изображения на морских картах тех времён и отдельные археологические находки.
Чертежей кораблей эпохи каракк не существует (первый примитивный чертёж относится к 1586 году и является чертежом галеона).
Одним из первых изображений в живописи судна, близкого по конструкции к каракке, является картина Джентиле да Фабриано «Спасение моряков Николаем Чудотворцем», 1425 года.

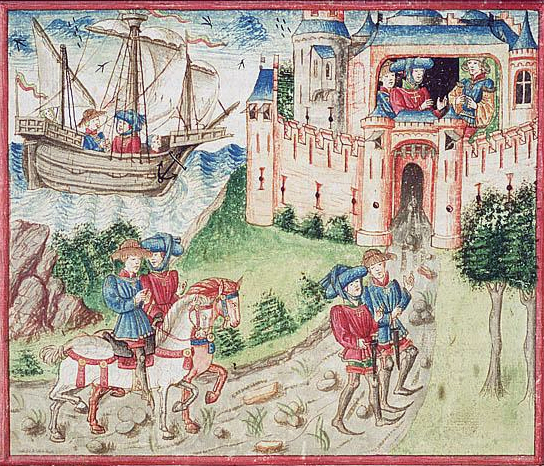
Прибытие Жана Фруассара к Гастону Фебу. Миниатюра из «Хроник» Фруассара. 1450—1460 гг.

Ценным археологическим материалом раннего периода каракк является так называемое «судно из Матаро», небольшое одномачтовое судно по конструкции близкое к каракке — старейшая средневековая модель судна, найденная близ испанского города Матаро и датируемая приблизительно 1450 годом. Ныне эта модель хранится в Роттердамском морском музее (музей принца Хендрика).

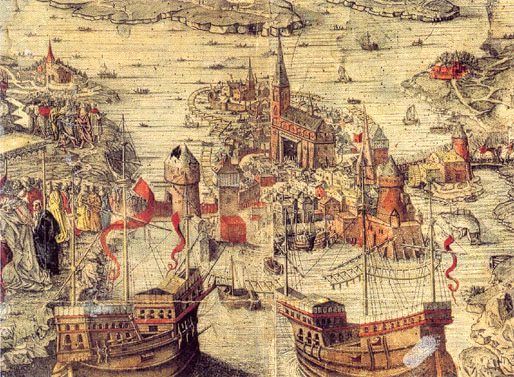
«Стокгольмская кровавая баня» (1520). Гравюра неизв. художника, 1523—1560 гг.

Археологическим материалом периода расцвета каракк служит частично сохранившаяся и поднятая в 1982 году английская каракка «Мэри Роуз», затонувшая в 1545 году. Это один из «больших кораблей» (англ. great ship) военно-морского флота Англии того периода. Сейчас восстановленная часть «Мэри Роуз» демонстрируется в одноимённом музее в Портсмуте.

### Размеры и водоизмещение

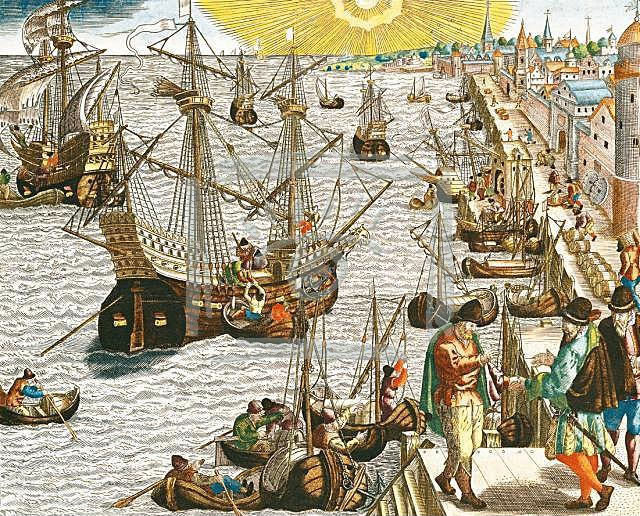
«Отправление из Лиссабона в Бразилию, Америку и Ост-Индию». Гравюра Теодора де Бри, 1592 г.

В качестве типовых для каракки размеров обычно приводятся следующие данные: длина до 50 м, ширина до 12 м, высота борта до 9 м.
Но размеры каракк были самые разнообразные. Типичная длина трёхмачтовых каракк конца XV века — начала XVI века, таких как нао Колумба «Санта-Мария» и корабли Магеллана, была 20—30 м, водоизмещение 100—200 т.
В начале и середине XVI века с развитием корабельной артиллерии типичная длина больших четырёхмачтовых каракк достигает 50 м, а иногда и до 70 м (шотландская каракка 1514 года «Михаил»). Водоизмещение таких каракк 500—1000 т.
Впрочем, и в XV веке водоизмещение крупнейшей каракки («Грейс Дью», 1418 год) было 1400 т (по некоторым данным 2750 т), длина 66 м, ширина 15 м.
Для каракк характерны очень округлые формы корпуса, соотношение длины корпуса к ширине — от 3:1 на ранних до 6:1 на более поздних каракках.

### Грузоподъёмность и вместимость
Грузоподъёмность каракки водоизмещением 1600 т составляла 900 т.
Количество человек, которое большая каракка XVI века могла взять на борт, было от 500 до 1200 человек.
Вместимость же каракк XV — начала XVI века была значительно меньше: так, экипаж 5 кораблей Магеллана составлял 265 человек — от 30 до 60 человек на каждом судне водоизмещением 75—120 т.

Типичное парусное вооружение 2-мачтовой малой каракки

### Парусное вооружение

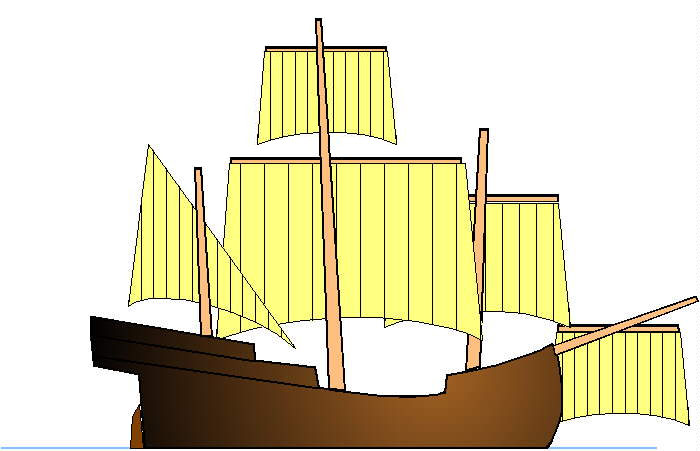
Типичное парусное вооружение 3-мачтовой каракки

Количество мачт на каракке обычно три, на больших кораблях было четыре мачты. Можно встретить упоминания о пятимачтовых каракках , но следует учитывать, что бушприт тогда тоже считали за мачту.
Небольшие суда раннего периода, тоже относимые к караккам, имели 1—2 мачты.
Парусное вооружение — прямое на фоке и гроте, и косое на бизани. Если мачт было четыре, то вторая, малая бизань (бонавентура) также несла косой парус.
На фок- и грот-мачтах часто дополнительно ставились марсели. В XVI веке на фоке и гроте больших каракк появляются также и брамсели, а на бизани второй косой парус.
Для каракк характерно наличие больших марсовых корзин на мачтах, в которых, помимо вперёдсмотрящего во время походов, во время боя размещались стрелки из луков и арбалетов и пращники.
На иллюстрации из свитка Энтони (1546 год) видно, что грот-мачта «Генри Грейс э’Дью» имеет грот-стеньгу, чего не наблюдается на более ранних изображениях кораблей.

### Конструкция корпуса

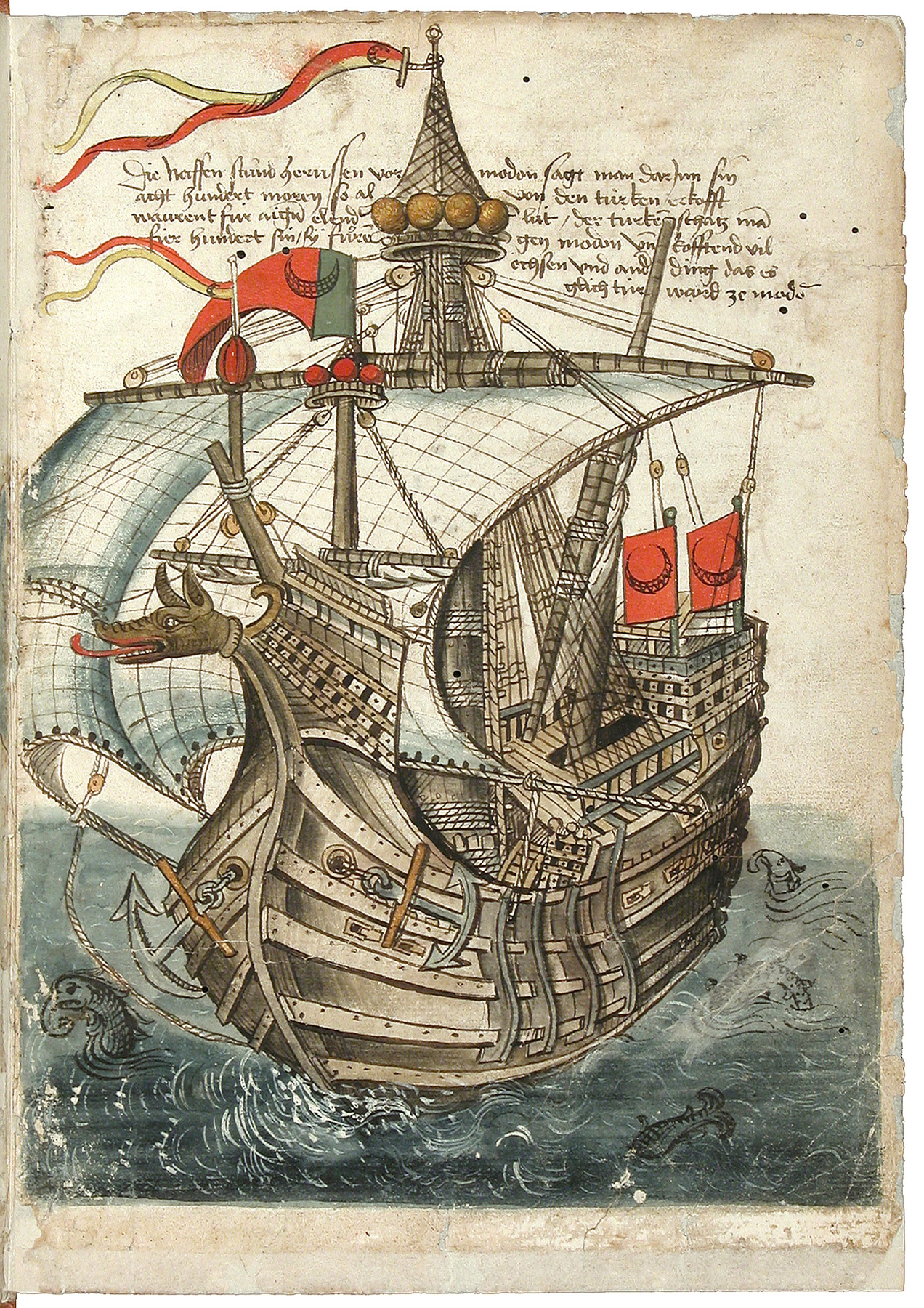
Турецкая каракка. Рисунок Конрада Грюненберга из его описания путешествия в Иерусалим (1487)

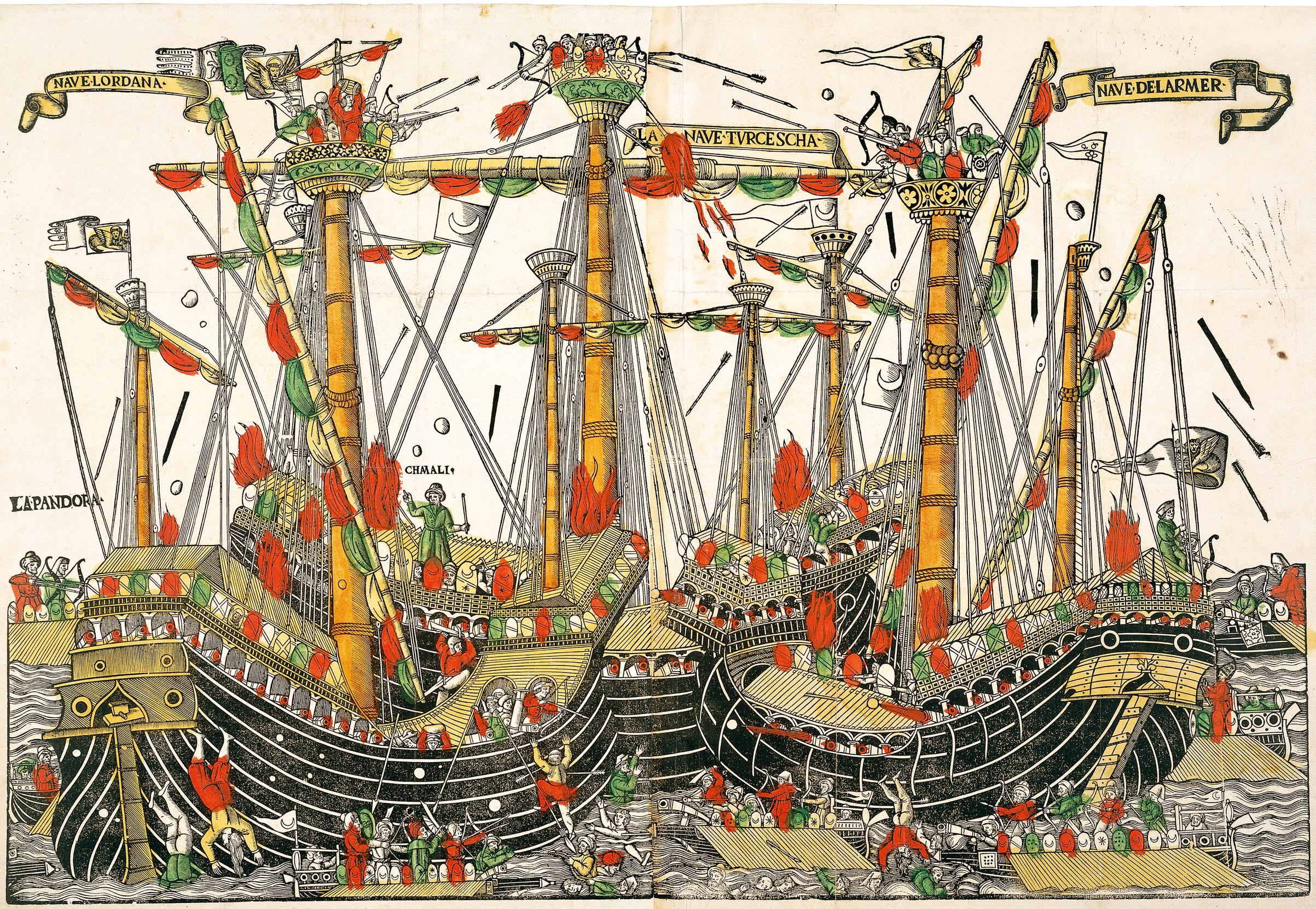
Битва при Зонкьо (1499). Миниатюра венецианской рукописи. Британский музей

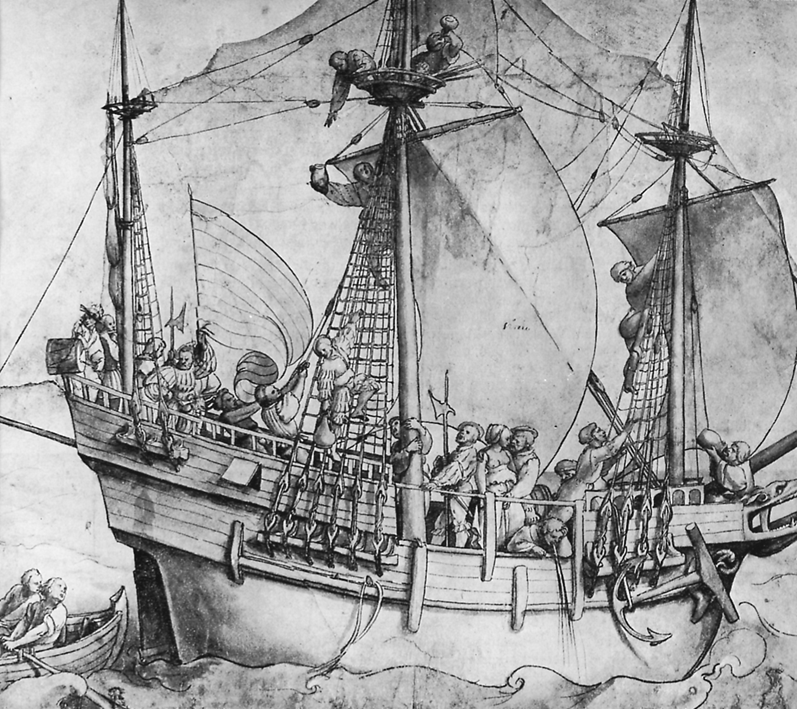
Отплывающий корабль. Гравюра Ганса Гольбейна-младшего (1533)

Отличительной чертой каракк являются развитые высокие надстройки на баке и юте — форкасл и ахтеркасл соответственно. Такие конструкции в более примитивном виде характерны для более ранних кораблей Европы, в том числе для распространённых на севере Европы коггов.
До развития корабельной артиллерии на этих надстройках, защищённых щитами, размещались вооружённые воины, лучники и арбалетчики.
Благодаря этим конструкциям, в английских средневековых источниках каракки иногда называются «башенные корабли».
Специфичным именно для каракк был высокий, «многоэтажный» полубак, выступавший вперёд за форштевень. Сменивший каракки галеон в первую очередь отличается как раз более скромным и сдвинутым от форштевня к фоку полубаком.
Ещё одной отличительной чертой каракк была «луковичная» форма корпуса — борта были закруглены и загибались внутрь. Помимо конструктивных соображений, такая форма борта затрудняла абордаж, а до развития корабельной артиллерии, в эпоху расцвета каракк, абордаж был основной формой морского боя.
Вообще, каракки, обладая наибольшими среди судов того времени размерами, прочным корпусом с закруглёнными бортами и многочисленным хорошо вооружённым экипажем, были самыми мощными кораблями своего времени, и даже одинокая каракка была очень сложной добычей для пиратов или другого противника. Так, в 1594 году эскадра из 3 кораблей под командой Джорджа Клиффорда, капера английской королевы Елизаветы I, целый день атаковала каракку «Синко Льягас», но так и не смогла её захватить.
А за два года до этого, в 1592 году четыре английских корабля захватили каракку «Мадре де Диос» лишь после яростного боя.
Ещё одна отличительная черта каракк в конструкции корпуса — мощные фендерсы (кранцы) — вертикальные рёбра жёсткости на внешней стороне корпуса.
Со второй половины XV века на каракках и каравеллах обшивка стала выполняться вгладь. Такая технология обеспечила корпусу бо́льшую прочность, в отличие от технологии обшивки внакрой (кромка на кромку), которая, со времён драккаров, применялась тогда повсеместно на коггах и других типах судов. В результате эта технология позволила строить суда бо́льших размеров с бо́льшей грузоподъёмностью. Что и предопределило вытеснение коггов каракками.
Управление рулём осуществлялось на малых судах с помощью румпеля, а на больших применялся колдершток. Штурвалов тогда не было, они появились лишь в начале XVIII века.
Каракки XVI века имели до 4 палуб.

### Вооружение
В XV веке артиллерия на флоте практически не применялась, единственной тактикой морского сражения был абордаж. Единичные, тогда ещё примитивные орудия, установленные на каракках, не были достаточно эффективными, и решающим фактором было наличие многочисленной хорошо вооружённой команды для абордажа. Первыми стационарными корабельными орудиями тогда были в основном бомбарды, стволы которых ковались из железных полос, соединявшихся между собой с помощью кузнечной сварки, и из-за этого были непрочными. Значительный урон команде врага наносили также пращники, лучники и арбалетчики, размещавшиеся в высоких надстройках — «кастлях» и на марсах.
Примерно с 1500 года, с развитием артиллерии, на каракках появляются артиллерийские порты и количество орудий значительно возрастает. Стволы последних начинают отливать из бронзы. Типичное вооружение каракки XVI века составляло 20—40 пушек, установленных на палубах и ещё несколько десятков лёгких поворотных орудий — фальконетов и судовых бомбарделей.
На каракках применялись уже абордажные сетки, мешавшие воинам врага попасть на судно.

## Наиболее известные каракки
Самыми известными каракками, безусловно, являются флагман первой экспедиции Христофора Колумба «Санта-Мария» и первый корабль, обогнувший Земной шар, единственный уцелевший корабль экспедиции Фернана Магеллана «Виктория», после гибели которого руководство экспедицией принял на себя Хуан Себастьян Элькано.
Далее в хронологическом порядке перечислены каракки, которые получили либо историческую известность, либо знаменательны конструктивными особенностями:

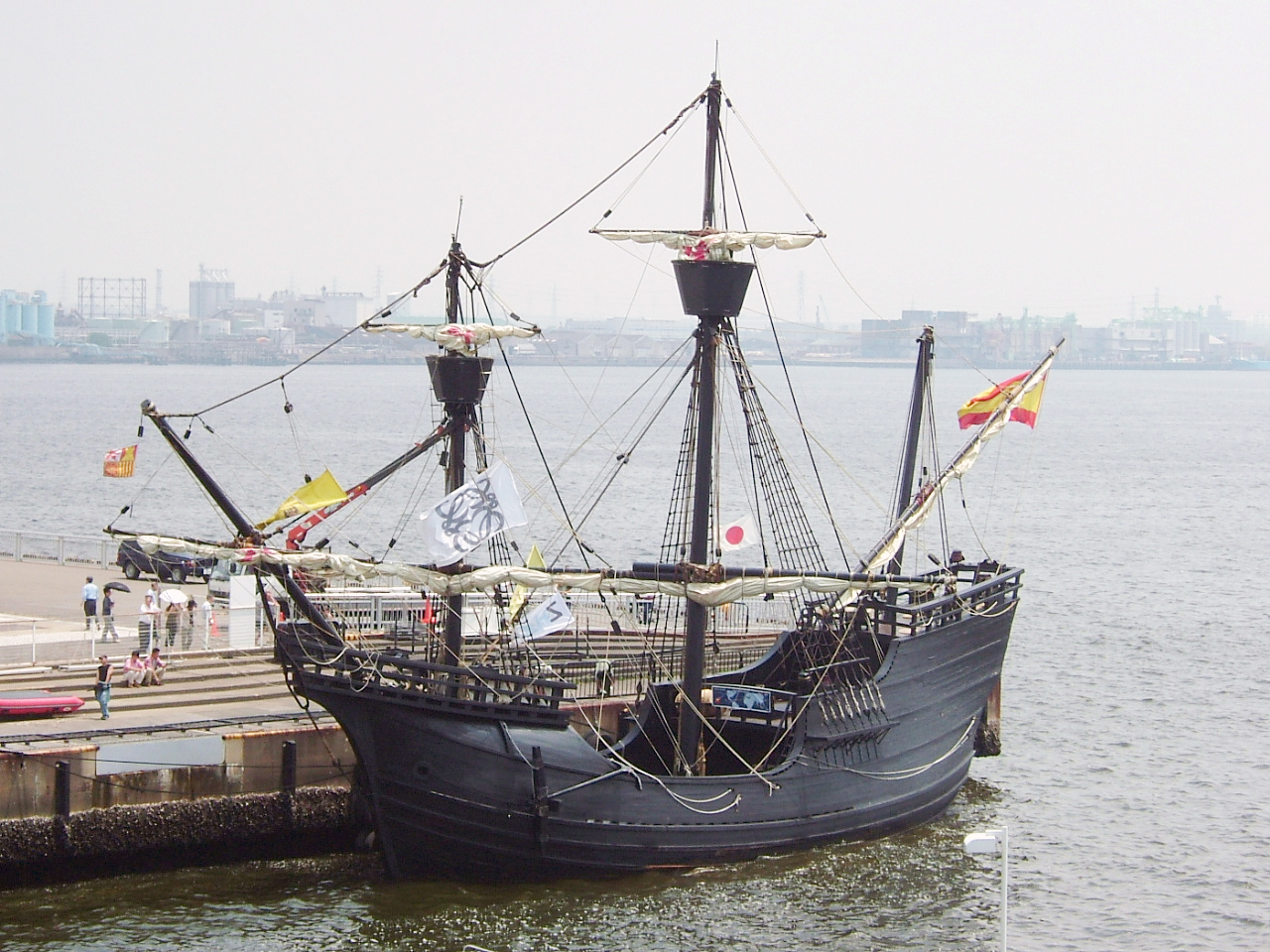
Современная копия Магеллановой каракки «Виктория»

- «Грейс Дью» (фр. Grace Dieu — «Милость Божья», 1418) — флагманский корабль английского короля Генриха V, одно из крупнейших судов своего времени — длина 66 м, ширина 15 м, водоизмещение, по разным оценкам, от 1450 до 2700 т.
- «Петер из Данцига» (Peter von Danzig, до 1462) — большая каракка Ганзейского союза французской постройки, на которой в середине XV века занимался каперством на Балтике и в Северном море Пауль Бенеке.
- «Санта-Мария» — флагманский корабль экспедиции Христофора Колумба 1492 года.
- «Мэтью» (The Matthew) — каракка из Бристоля, на которой в 1497—1498 годах совершил своё второе путешествие в поисках Северо-Западного прохода к берегам Ньюфаундленда и Лабрадора английский мореплаватель итальянского происхождения Джон Кабот (Джованни Кабото).
- «Сан-Габриэл[укр.]» — флагманский корабль экспедиции Васко да Гамы 1497—1499 годов.
- «Ле Шарант» (Le Charente, 1512) — боевая каракка Людовика XII Французского, первый корабль, на котором были прорезаны орудийные порты. Вооружение корабля составляли 40 тяжёлых и 60 лёгких орудий.
- «Цветок моря» (Flor de la Mar) — каракка Эштевана да Гамы, Жуана да Нова и Афонсу де Албукерки, служившая Португалии в Индийском океане в 1502—1511 годах.
- «Мэри Роуз» (Mary Rose, 1510) — боевая трёхпалубная каракка флота Генриха VIII водоизмещением 700 т. Частично поднята со дна и выставлена в музее в Портсмуте.
- «Михаил» (также известный как «Великий Михаил», 1512) en:Michael (ship) — шотландская боевая каракка, построенная по указу короля Якова IV, одно из крупнейших судов своего времени, длиной более 70 м.
- «Генри Грейс э’Дью» (фр. Henry Grace à Dieu — «Генрих милостью Божьей») en:Henry Grace à Dieu — крупнейший корабль английского военного флота первой половины XVI века.
- «Виктория» и другие корабли экспедиции Магеллана 1519—1522 годов — «Тринидад», «Сан-Антонио», «Консепсьон», «Сантьяго».
- «Санта Катарина до Монте Синай» (Santa Catarina do Monte Sinai, 1520) en:Santa Catarina do Monte Sinai — большая португальская каракка, построенная в Индии.
- «Святая Анна» (Santa Anna, 1522) en:Santa Anna (ship) — каракка рыцарей-Госпитальеров. Судно было частично обшито свинцовыми листами, что позволяет считать её первым броненосным кораблём (хотя другие исследователи считают, что эта была мера для повышения водонепроницаемости).
- «Дофин» (La Dauphine) en:La Dauphine — флагманский корабль экспедиции Джованни да Верраццано 1523—1524 годов.
- «Большой Горностай» (Grande Hermine) en:Grande Hermine — каракка второй экспедиции Жака Картье 1535—1536 годов.
- «Иисус из Любека» (Jesus of Lübeck) — ганзейская каракка постройки 1540-х годов, выкупленная британским флотом и подаренная в 1564 году королевой Елизаветой I британскому мореплавателю, пирату и работорговцу Джону Хокинсу.
- «Матерь Божья» (Madre de Deus (1589)) — семипалубная португальская каракка, построенная для индийских колоний в 1589 году и в 1592 году захваченная около острова Флорес британскими корсарами под командованием Джона Берроу с богатым грузом пряностей.

## Новоделы (полноразмерные копии) известных каракк
- «Санта-Мария» 1893 года для Всемирной выставки в Чикаго.
- «Санта-Мария» 1929 года, построена в Кадисе для выставки в Севилье. Эта реплика разрушилась в 1945 году.
- «Санта-Мария» 1951 года, копия погибшего второго новодела. Изготовлена в Валенсии для съёмки фильма «Заря Америки». В 1952 году судно перешло в Барселону, где и находится по настоящее время, открытое для посещения туристов.
- «Виктория» 1992 года, участвовала во Всемирной выставке–2005 в Нагое, Япония.
- «Виктория» 2011 года, построена в Чили к празднованию 200-летия страны в честь первых европейцев, ступивших на этот континент. Поиск достоверных планов «Виктории» занял 3 года, с 2006 по 2009, строительство ещё 2 года. Реплика была открыта как музей в октябре 2011 года в Пунта-Аренас.
- «Большой Горностай» 1967 года, присутствовала на Всемирной выставке–1967 как плавучий ресторан. После выставки реплика была перевезена в Квебек, где три десятилетия была выставлена в городском парке, пришла в плохое состояние и была разобрана.

## В культуре
- В историко-приключенческом романе Артура Конан Дойля «Сэр Найджел Лоринг» (1906) описывается вымышленное морское сражение между отправившимися во Францию во время Столетней войны англичанами и флотилией испанских каракк в проливе Па-де-Кале.
- Образ каракки используется в игре Total War Shogun 2 в качестве Чёрного корабля.